# Étienne Brûlé

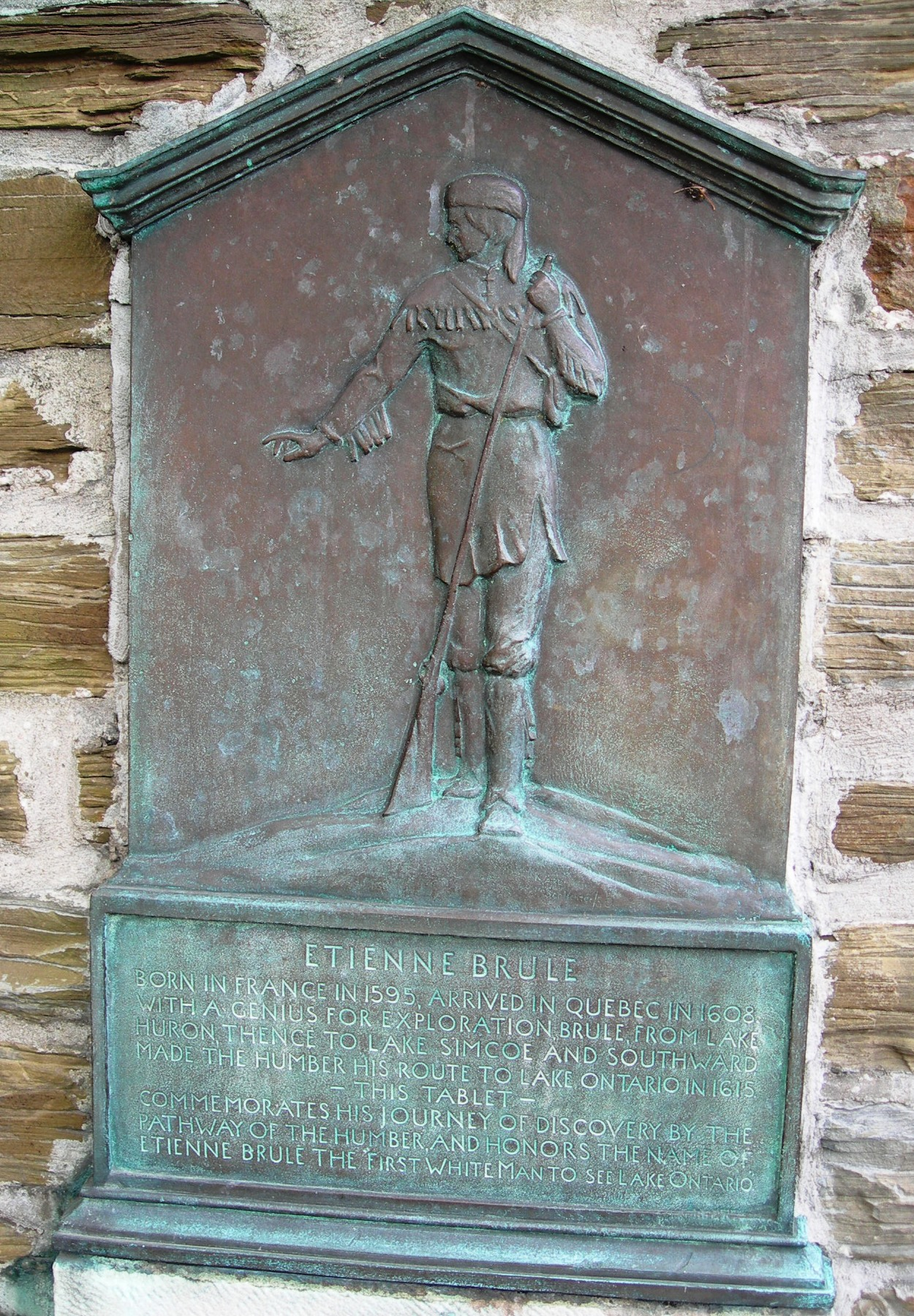
Tafel für Étienne Brûlé in Toronto

Étienne Brûlé (* 1592 in Champigny-sur-Marne nahe Paris; † Juni 1633 in Neufrankreich) war ein französischer Entdecker. Brûlé machte sich einen Namen bei der Erforschung Québecs.
Brûlé, der 1608 erstmals nach Neufrankreich reiste, wurde zwei Jahre später von Samuel de Champlain zu den Wyandot („Huronen“) geschickt, um diese zu studieren. Anders als die meisten anderen europäischen Entdecker war Brûlé offen für die Sitten und Gebräuche der indigenen Völker Nordamerikas. So erlernte er die Sprache der Wyandot und nahm deren Sitten und Gebräuche an.
Als Scout Champlains erkundete Brûlé weite Teile des heutigen Québecs, Ontarios und Michigans. Er war auch einer der ersten „coureur des bois“ (Waldläufer, Trapper, die den Pelzhandel direkt mit der indigenen Bevölkerung in damals noch unerforschten Gebieten Nordamerikas abwickelten).
Brûlé war der erste Europäer, der alle fünf Großen Seen zu Gesicht bekam, nämlich Lake Superior, Michigan-, Huron-, Erie- und Ontariosee. Des Weiteren erreichte er bei seinen Erkundungsreisen die Chesapeake Bay, wo er kurz von Irokesen gefangen genommen und gefoltert wurde.
Da Brûlé die Gebräuche der Wyandot angenommen hatte und sich zudem durch seine Tätigkeit als coureur des bois dem Zugriff der französischen Verwaltung entzog, war er der Obrigkeit stets ein Dorn im Auge. 1620 kam es endgültig zum Bruch mit Champlain, Brûlé verließ die Stadt Québec, um bei den Wyandot zu leben. Durch sein neues Leben fühlte Brûlé auch keine Loyalität zu Frankreich mehr, 1629 verriet er Champlain und half den Engländern, diesen gefangen zu nehmen und Québec einzunehmen. Bei einem Kampf zwischen Wyandot und Irokesen wurde Brûlé verwundet und von seinen Gefährten zurückgelassen. Ihm gelang die Flucht aus der Gefangenschaft und die Rückkehr zu den Wyandot, welche ihm jedoch seine Geschichte nicht glaubten. Sie beschuldigten ihn des Verrats beziehungsweise des Handels mit dem Feind und folterten Brûlé im Juni 1633 zu Tode.
Am 13. Juni 1984 ehrte die kanadische Regierung, vertreten durch den für das Historic Sites and Monuments Board of Canada zuständigen Minister, Brûlé und erklärte ihn zu einer „Person von nationaler historischer Bedeutung“.